# Recovery (álbum de Eminem)
Recovery es el séptimo álbum de estudio del cantante y productor discográfico estadounidense Eminem, lanzado el 18 de junio de 2010 por Aftermath, Interscope y Shady Records. La producción del álbum se llevó a cabo durante los años 2009 y 2010, y fue manejada por diversos productores, incluyendo a Dr. Dre, Havoc, Just Blaze, Mr. Porter, entre otros.
El álbum debutó en el número uno en el Billboard 200 en los Estados Unidos, vendiendo 741,000 copias en su primera semana. Es su sexto álbum consecutivo en alcanzar el número uno, y ha producido dos sencillos de éxito internacional: "Not Afraid" y "Love the Way You Lie". Tras su publicación, Recovery ha recibido generalmente críticas positivas. En 2011 recibió el premio Grammy al mejor álbum de rap.

## Antecedentes
En un comunicado de prensa, Eminem explicó que él y Dr. Dre habían registrado una considerable cantidad de música grabada para su álbum anterior y por lo tanto dijeron: «Relapse 2 se llevará en todos los aspectos una mejor recepción». Angela Yee en una entrevista con Eminem, en Shade 45, confirmó que este álbum será una continuación de Relapse. Durante la entrevista Eminem también dijo: «El disco está casi terminado, sólo depende de la cantidad de canciones que quiero poner en él». El 25 de junio de 2009, en un llamado de Eminem a Shade 45 dijo que en el estudio ya estaban terminando Relapse 2.

## Música
En una entrevista con Shade 45, Eminem explicó que el álbum era más «emocional» que Relapse, que era, como él dice: «sólo grabaciones de rap». Cuando se estrenó el primer sencillo, Eminem también dijo que no había «parodias» en el álbum, por lo que el disco contiene más canciones que sus álbumes de estudio anteriores.
En una entrevista con The Alchemist, confirmó una canción titulada «Insult to Injury» en la que Eminem utiliza su voz normal. Él describió la canción como una secuela de «Underground», la última canción de su álbum anterior, Relapse. Otra canción confirmada se titula «Hit Me With Your Best Shot». La canción cuenta con la colaboración de su grupo de hip hop. Bizarre de D12 dijo que la nueva canción muestra la fuerza del grupo a pesar de perder a Proof, quien fue el fundador del grupo. «Todavía somos una familia, pero todo el mundo tiene sus propios problemas», agregó. «No importa lo que hacen todos, ustedes no pueden enviarnos hacia abajo. Hemos pasado por un montón de mierda, pero todavía estamos aquí volver y recuperarnos». En una entrevista con MTV, DJ Whoo Kid, afirmó que escuchó algunas canciones del álbum. Confirmó que la canción, «The Warning», una grabación a Mariah Carey, no fue tan intenso como el álbum, diciendo que el álbum es «demencial». El 3 de octubre de 2009, Eminem apareció en Shade 45 con DJ Whoo Kid, donde declaró que una pista con 50 Cent, existía. En la misma entrevista, también confirmó a Just Blaze y a Mr. Porter como productores del álbum. Finalmente, Bizarre declaró que el grupo grabó una canción para el álbum titulada «Hit Me With Your Best Shot».
El 13 de abril de 2010, Eminem escribió en su Twitter que no habrá Relapse 2, cambiando el nombre a Recovery. Eminem dijo: «Yo había planeado originalmente que Relapse 2 hubiera salido el año pasado. Pero como había guardado la grabación y empece a trabajar con nuevos productores, la idea de una secuela de Relapse comenzó a tener cada vez menos sentido para mí, y yo quería hacer un álbum completamente nuevo. La música de Recovery salió muy diferente a la de Relapse, y creo que el álbum merece su propio título».
El 27 de abril, Eminem lanzó un freestyle titulado «Despicable» sobre «Over» de Drake y «Beamer, Benz, or Bentley» de Lloyd Banks con Juelz Santana, como promoción para el primer sencillo, «Not Afraid», que debutó en Shade 45 el 29 de abril. En una reciente entrevista Eminem dijo: «Debo haber pasado por 200—300 pulsos, para el álbum y escogí 100 de ellos y los grabe».

### Invitados
En cuanto a los invitados en el álbum, Eminem confirmó cuando el álbum fue titulado Relapse 2, que trabajó con Dr. Dre y 50 Cent. Se había especulado a D12, Royce da 5'9", Lloyd Banks y Cashis como posibles colaboradores en el álbum. Sin embargo, ninguno de estos artistas colaboró realmente. Recovery solo presenta como invitados a Lil Wayne, Kobe (rapero), Pink y Rihanna. En una entrevista con Skyrock FM, Eminem dijo que decidió incluir a Pink en «Won't Back Down» después de grabar su primera parte, porque «sentía que ella rompería el disco». En el bonus track «Session One», Eminem cuenta con la colaboración del supergrupo Slaughterhouse, firmados por Shady Records.

## Lanzamiento y promoción
Su séptimo álbum de estudio, Recovery se confirmó durante un comunicado de prensa por el sello de Eminem el 5 de marzo de 2009 y originalmente iba a ser titulado Relapse 2. En junio de 2009, Eminem dijo que esperaba el lanzamiento del álbum el cuarto trimestre de 2009, siendo confirmado por la revista Rolling Stone indicando que la fecha en que el álbum saldría a la venta era en noviembre de 2009, pero en ese mes, afirmó que iba a relanzar Relapse, con canciones extras, para encantarles a los fanes antes del lanzamiento de Relapse 2 en el 2010. El álbum fue elegido como el más esperado del otoño de 2009 por la revista XXL. y había sido programado como el segundo álbum de Eminem lanzado en 2009, después de Relapse, pero fue aplazado para 2010. Recovery fue lanzado finalmente el 18 de junio en Europa, y el 21 de junio en Estados Unidos y Reino Unido.
Eminem ha hecho múltiples entrevistas como por ejemplo con Red Bull para promocionar el álbum. Un comercial para Recovery se estrenó durante el sexto juego de las finales de la NBA de 2010. En él aparece Vince Offer parodiando sus propios anuncios de Slap Chop. También en un anuncio de Call of Duty: Black Ops aparece la canción «Won't Back Down», el cual ya fue publicado.

## Sencillos

### Not Afraid
Es el primer sencillo, escrito por M. Mathers, M. Samuels, L. Resto, J. Evans y M. Burnett, y producido por Boi-1da. Fue publicado en Estados Unidos el 29 de abril de 2010 a través de Shade 45. Tras su lanzamiento, recibió 380 000 descargas en su primera semana, debutando el 22 de mayo en el N.º 1 en el Billboard Hot 100, siendo la decimosexta canción en la historia de Billboard en debutar en el número uno y el segundo sencillo de hip hop en debutar en el primer lugar.

### Love the Way You Lie
Es el segundo sencillo, escrito por M. Mathers, A. Grant, H. Hafferman y M. Riddick, y producido por Alex da Kid y Makeba Riddick. Fue publicado en Estados Unidos el 21 de junio de 2010 en formato descarga digital, y el 9 de agosto en CD. La canción cuenta con la colaboración de la cantante barbadense de R&B Rihanna. Tras su lanzamiento, recibió 338 000 descargas en su primera semana, debutando en el N.º 2 en el Billboard Hot 100, llegando al N.º 1 el 31 de julio.

### Otras canciones
| 2010 | "25 to Life"       | 92 | 90 | —  |
| 2010 | "Cold Wind Blows"  | 71 | —  | —  |
| 2010 | "No Love"          | 23 | 49 | 77 |
| 2010 | "Talkin' 2 Myself" | 88 | 97 | —  |
| 2010 | "Won't Back Down"  | 62 | 65 | 82 |

## Recepción
| Crítica total        | Crítica total                |
| -------------------- | ---------------------------- |
| 63                   | Críticas generalmente buenas |
| Conteo de valoración |                              |
| Puntos               | Crítico                      |
| 87                   | Absolute Punk                |
| 83                   | Entertainment Weekly         |
| 80                   | Rolling Stone                |
| 75                   | The Onion                    |
| 70                   | The New York Times           |
| 70                   | musicOMH.com                 |
| 70                   | RapReviews.com               |
| 70                   | BBC Music                    |
| 70                   | All Music Guide              |
| 70                   | New Musical Express          |
| 70                   | Spin                         |
| 63                   | Los Angeles Times            |
| 60                   | PopMatters                   |
| 60                   | The Guardian                 |
| 60                   | NOW Magazine                 |
| 60                   | Sputnikmusic                 |
| 50                   | Drowned In Sound             |
| 50                   | Chicago Tribune              |
| 30                   | Dot Music                    |
| 30                   | Slant Magazine               |
| 30                   | Tiny Mix Tapes               |
| 28                   | Pitchfork                    |

Tras su publicación, Recovery recibió críticas generalmente buenas. Metacritic reportó 63 puntos, dentro de la clasificación críticas generalmente buenas, entre ellas con 83 puntos en crítica por Entertainment Weekly por una reseña muy favorable, y 80 puntos por Rolling Stone. Chicago Tribune entregó una crítica mixta, reportado en Metacritic con 50 puntos.
- Thomas Nassiff de Absolute Punk le dio al álbum una reseña favorable adjudicación con ochenta y siete (de cien).[47]
- Simon Vozick-Levinson de Entertainment Weekly le dio al álbum una reseña favorable adjudicación con B+'.[2]
- Jody Rosen de Rolling Stone le dio al álbum una reseña favorable adjudicación con cuatro estrellas (de cinco).[8]
- Sean O'Neal de The Onion le dio al álbum una reseña favorable adjudicación con B.[48]
- Jon Caramanica de The New York Times le dio al álbum una reseña favorable.[49]
- Michael Cragg de musicOMH.com le dio al álbum una reseña favorable adjudicación con tres y medio (de cinco).[50]
- Jesal Padania de RapReviews.com le dio al álbum una reseña favorable adjudicación con siete (de diez).[51]
- Mike Diver de BBC Music le dio al álbum una reseña favorable adjudicación con setenta (de cien).[52]
- David Jeffries de All Music Guide le dio al álbum una reseña favorable adjudicación con tres estrellas y media (de cinco).[1]
- Sam Wolfson de New Musical Express le dio al álbum una reseña favorable adjudicación con siete (de diez).[53]
- Benjamin Meadows-Ingram de Spin le dio al álbum una reseña favorable adjudicación con tres y medio (de cinco).[54]
- Jeff Weiss de Los Angeles Times le dio al álbum una reseña favorable adjudicación con dos estrellas y media (de cuatro).[4]
- Mike Schiller de PopMatters le dio al álbum una reseña mixta adjudicación con seis (de diez).[7]
- Paul MacInnes de The Guardian le dio al álbum una reseña mixta adjudicación con tres (de cinco).[55]
- Jason Richards de NOW Magazine le dio al álbum una reseña mixta adjudicación con tres (de cinco).[56]
- Adam Downer de Sputnikmusic le dio al álbum una reseñamixta adjudicación con tres (de cinco).[57]
- Adam Johns de Drowned In Sound le dio al álbum una reseña mixta adjudicación con cinco (de diez).[58]
- Greg Kot de Chicago Tribune le dio al álbum una reseña mixta adjudicación con dos (de cuatro).[59]
- Jason Draper de Dot Music le dio al álbum una reseña desfavorable adjudicación con tres (de diez).[60]
- M.T. Richards de Slant Magazine le dio al álbum una reseña desfavorable adjudicación con uno y medio (de cinco).[9]
- Jakob Dorof de Tiny Mix Tapes le dio al álbum una reseña desfavorable adjudicación con una estrella y media (de cinco).[61]
- Jayson Greene de Pitchfork le dio al álbum una reseña desfavorable adjudicación con 2.8 (de diez).[6]

## Éxito comercial

Recovery llegó al N.º 1 en tres listas, incluyendo Billboard 200 de la importante revista en la industria musical Billboard.

Las ventas iniciales del álbum fueron positivas, el álbum debutó en el número uno en la lista Billboard 200, vendiendo 741 000 copias en su primera semana, superando en 133 000 copias a su sexto álbum Relapse, que debutó en el primer puesto en el 2009 con 608 000 copias vendidas. Se convirtió en el sexto álbum de Eminem, en debutar en el primer puesto en los Estados Unidos. En su segunda semana se mantuvo en el número uno, vendiendo 313 000 copias para vender un total de 1 100 000 de copias soló en Estados Unidos. Recovery vendió 229 000 unidades en Estados Unidos en su tercera semana. También debutó en el número uno en las listas de Billboard R&B/Hip-Hop Albums y Rap Albums. Recovery es el quinto álbum más vendido de 2010 el 15 de julio. A partir de ese momento, el álbum ha vendido 1 500 000 álbumes soló en los Estados Unidos[cita requerida].
El álbum debutó en el número uno en el UK Albums Chart, vendiendo 140 000 copias en su primera semana en el Reino Unido. Siguió en el primer lugar en su segunda semana de lanzamiento, bajando al número dos en su tercera semana de en el Reino Unido. Sin embargo el álbum volvió al primer puesto en su cuarta semana en las listas británicas. En total Recovery ha vendido en total 309 000 en Reino Unido. En Canadá, el álbum vendió 85 000 copias en su primera semana y debutó en el primer lugar del Canadian Albums Chart. En Japón, el álbum debutó en el número seis en el Oricon Chart con 20 678 unidades vendidas. En Nueva Zelanda y Australia el álbum fue certificado con disco de oro en su primera semana, debutando en el número uno en ambos países. El álbum ha vendido desde entonces más de 70.000 copias en Australia, certificado con disco de platino.
El álbum ha vendido 3,42 millones de copias en Estados Unidos siendo el álbum anglo más vendido del 2010 según Nielsen.

## Lista de canciones
| N.º | Título                               | Escritor(es)                                                                   | Productor(es)                                  | Duración |  |
| 1.  | «Cold Wind Blows»                    | Marshall Mathers, J. Smith, S. Byrne, H. Marsh, J. Perry, C. Synge             | Just Blaze                                     | 5:04     |  |
| 2.  | «Talkin' 2 Myself» (con Kobe)        | M. Mathers, K. Rahman, P. Injeti, B. Honeycutt                                 | DJ Khalil                                      | 5:00     |  |
| 3.  | «On Fire»                            | M. Mathers, D. Porter, C. Wilson, L. Wilson, R. Wilson                         | Mr. Porter                                     | 3:34     |  |
| 4.  | «Won't Back Down» (con Pink)         | M. Mathers, K. Rahman, E. Alcock, L. Rodrigues, C. Smith                       | DJ Khalil                                      | 4:26     |  |
| 5.  | «W.T.P.»                             | M. Mathers, L. Resto, D. Chin-Quee, J. Gilbert                                 | Supa Dups, JG, Eminem                          | 3:58     |  |
| 6.  | «Going Through Changes»              | M. Mathers, E. Haynie, J. Osbourne, A. Iommi, W. Ward, T. Butler               | Emile                                          | 4:59     |  |
| 7.  | «Not Afraid»                         | M. Mathers, L. Resto, M. Samuels, J. Evans, M. Burnett                         | Boi-1da, Jordan Evans, Matthew Burnett, Eminem | 4:08     |  |
| 8.  | «Seduction»                          | M. Mathers, M. Samuels, M. Burnett, S. Jordan                                  | Boi-1da, Matthew Burnett                       | 4:35     |  |
| 9.  | «No Love» (con Lil Wayne)            | M. Mathers, D. Carter, J. Smith, D. Halligan, J. Torello                       | Just Blaze                                     | 5:00     |  |
| 10. | «Space Bound»                        | M. Mathers, J. Scheffer, S. McEwan                                             | Jim Jonsin                                     | 4:39     |  |
| 11. | «Cinderella Man»                     | M. Mathers                                                                     | Script Shepherd                                | 4:39     |  |
| 12. | «25 to Life»                         | M. Mathers, K. Rahman, L. Rodrigues, D. Tannenbaum                             | DJ Khalil                                      | 4:02     |  |
| 13. | «So Bad»                             | M. Mathers, A. Young, M. Batson, D. Parker, T. Lawrence, S. Cruse, N. Brongers | Dr. Dre, Nick Brongers                         | 5:25     |  |
| 14. | «Almost Famous»                      | M. Mathers, K. Rahman, L. Rodrigues, E. Alcock. P. Injeti, D. Tannenbaum       | DJ Khalil                                      | 4:53     |  |
| 15. | «Love the Way You Lie» (con Rihanna) | M. Mathers, A. Grant, H. Hafferman                                             | Alex da Kid                                    | 4:23     |  |
| 16. | «You're Never Over»                  | M. Mathers, J. Smith, M. Mainieri Jr., G. McMann                               | Just Blaze                                     | 5:06     |  |
| 17. | «Untitled» (Pista oculta)            | M. Mathers, K. Muchita, M. Crawford, J. Madara, D. White                       | Havoc, Magnedo7                                | 3:14     |  |

| iTunes deluxe edition bonus tracks |                                    |                                                             |               |          |  |
| N.º                                | Título                             | Escritor(es)                                                | Productor(es) | Duración |  |
| 18.                                | «Ridaz»                            | M. Mathers, A. Young                                        | Dr. Dre       | 5:00     |  |
| 19.                                | «Session One» (con Slaughterhouse) | M. Mathers, R. Montgomery, J. Ortiz, D. Wickliffe, J. Smith | Just Blaze    | 4:28     |  |

## Posición en listas
| Lista (2010)              | Posición máxima |
| ------------------------- | --------------- |
| Australia                 | 1               |
| Austria                   | 1               |
| Bélgica (Región Flamenca) | 2               |
| Bélgica (Región Valona)   | 2               |
| Canadá                    | 1               |
| República Checa           | 8               |
| Dinamarca                 | 1               |
| Europa                    | 1               |
| Finlandia                 | 8               |
| Francia                   | 2               |
| Alemania                  | 2               |
| Grecia                    | 1               |
| Irlanda                   | 1               |
| Italia                    | 6               |
| México                    | 34              |
| Países Bajos              | 2               |
| Nueva Zelanda             | 1               |
| Noruega                   | 2               |
| Polonia                   | 2               |
| España                    | 13              |
| Suecia                    | 5               |
| Suiza                     | 1               |
| Reino Unido               | 1               |
| Estados Unidos            | 1               |

| País          | Certificaciones | Ventas |
| ------------- | --------------- | ------ |
| Australia     | Platino         | 70 000 |
| Nueva Zelanda | Platino         | 15 000 |
| Rusia         | Platino         | 10 000 |
| Suiza         | Platino         | 30 000 |

### Gráfico de procesión y sucesión
| Predecesor: Glee: The Music, Volume 3 Showstoppers de Glee            | N.º 1 en Gráfico de Álbumes en Irlanda 24 de junio de 2010                                               | Sucesor: —                                |
| Predecesor: Intriguer de Crowded House                                | N.º 1 en Gráfico de Álbumes en Australia 28 de junio de 2010                                             | Sucesor: —                                |
| Predecesor: Need You Now de Lady Antebellum                           | N.º 14 en Gráfico de Álbumes en Nueva Zelanda 28 de junio de 2010                                        | Sucesor: —                                |
| Predecesor: Best Of de Helene Fischer                                 | N.º 2 en Gráfico de Álbumes en Austria 2 de julio de 2010 — 15 de julio de 2010                          | Sucesor: Wohlfühlgefühl de Seer           |
| Predecesor: The House de Katie Melua                                  | N.º 5 en Gráfico de Álbumes en Suiza 4 de julio de 2010                                                  | Sucesor: —                                |
| Predecesor: Thank Me Later de Drake                                   | N.º 1 en Gráfico de Álbumes en Canadá 10 de julio de 2010                                                | Sucesor: —                                |
| Predecesor: Thank Me Later de Drake                                   | N.º 15 en Gráfico de Álbumes en Estados Unidos 10 de julio de 2010                                       | Sucesor: —                                |
| Predecesor: Time Flies… 1994–2009 de Oasis Aphrodite de Kylie Minogue | N.º 1 en Gráfico de Álbumes en Reino Unido 27 de junio de 2010 — 11 de julio de 2010 18 de julio de 2010 | Sucesor: Aphrodite de Kylie Minogue —     |
| Predecesor: Mine damer og herrer de Kim Larsen                        | N.º 1 en Gráfico de Álbumes en Dinamarca 2 de julio de 2010 — 9 de julio de 2010                         | Sucesor: Rasmus Seebach de Rasmus Seebach |

## Historial de lanzamientos
| Región         | Fecha               | Discográfica         | Formato |
| -------------- | ------------------- | -------------------- | ------- |
| Australia      | 18 de junio de 2010 | Aftermath/Interscope | CD      |
| Europa         | 18 de junio de 2010 | Polydor              | CD      |
| Reino Unido    | 21 de junio de 2010 | Polydor              | CD      |
| Estados Unidos | 21 de junio de 2010 | Interscope           | CD      |
| Japón          | 23 de junio de 2010 | Universal Music      | CD      |
| Brasil         | 6 de julio de 2010  | Universal Music      | CD      |